# NGC 3610
NGC 3610 ist eine Elliptische Galaxie vom Hubble-Typ E5 im Sternbild Großer Bär am Nordsternhimmel. Sie ist schätzungsweise 80 Millionen Lichtjahre von der Milchstraße entfernt und hat einen Durchmesser von etwa 85.000 Lichtjahren. Gemeinsam mit vier weiteren Galaxien ist sie Mitglied der NGC 3642-Gruppe (LGG 234)
Im selben Himmelsareal befinden sich u. a. die Galaxien NGC 3613 und NGC 3642.
Das Objekt wurde am 8. April 1793 von dem Astronomen William Herschel mit einem 48-cm-Teleskop entdeckt.